# Нанга, Бернар
Бернар Нанга (фр. Bernard Nanga; 3 мая 1934 — 13 мая 1985) — камерунский писатель, поэт, профессор в университете Яунде.

## Биография
Начальное образование получил в школе при католической миссии, затем изучал философию и теологию в семинарии. В 1962 году уехал во Францию, чтобы продолжить изучение философии в Страсбургском университете, в 1965 году стал бакалавром философии и в 1968 году социологии, в 1971 г. защитил докторскую диссертацию «Логический эмпиризм Венского кружка». После этого вернулся на родину, некоторое время преподавал в различных университетах и работал в управлении частной компании в Дуале, в 1975 году был принят в качестве преподавателя философии в университет Яунде.
Его роман «Летучие мыши» (фр. Les Chauves-souris; 1981) был удостоен «Большой литературной премии Чёрной Африки», а роман «Предательство Марианны» (фр. La Trahison de Marianne) — премии Noma в 1985 году. Посмертно вышел также сборник стихов «Стихи без границ» (фр. Poèmes sans frontières). В своих произведениях поднимал проблемы постколониального камерунского общества, нередко критиковал действующий режим, за что его книги подвергались запретам. Был убит при невыясненных обстоятельствах в 1985 году.